# Атрофанеура пандияна
Атрофанеура пандияна (лат. Pachliopta pandiyana) — бабочка семейства парусников.

## Описание
Эндемик Южной Индии, населяет тропические леса на высоте от 300 до 900 метров над уровнем моря. Кормовое растение гусениц — Thottea siliquosa (Aristolochiaceae).

## Замечания по охране
Внесён в перечень чешуекрылых экспорт, реэкспорт и импорт которых регулируется в соответствии с Конвенцией о международной торговле видами дикой фауны и флоры, находящимися под угрозой исчезновения (СИТЕС).